# 陆军第二十六镇
陆军第二十六镇，清朝末年军队现代化改革之后的新军编制之一，相当于现在的师的规模。第二十六镇驻广东省广州等地。武昌起义前，尚未编制完毕。
1910年2月12日爆发广州新军起义。当时二十六镇只有一个协的编制，有步兵第一、二两个标(团)、炮兵第一、二两个营、辎重兵一营、工程兵一营、学兵营一营，除第二标和学兵营驻北校场外，余均驻在广州东北郊的燕塘。
1911年4月23日爆发黄花岗起义，多名新军官兵参加起义。失败后，编制冻结。广西第二十五镇进驻广东。另说二十六镇因新军起义遣散，重建后番号为二十五镇，龙济光曾在该镇任职。